# Mafia (film)
|  | Denne artikel er oprettet af botten Steenthbot ud fra en ekstern database. Den kan derfor have sproglige fejl eller mangler. Denne skabelon kan fjernes efter kontrol af indholdet. |

 For alternative betydninger, se Mafia (flertydig). (Se også artikler, som begynder med Mafia)
Mafia er en dansk kortfilm med ukendt instruktør.